# اونیوم

پوزیترونیوم یک اونیوم است. اگر از نمادهای الکترون و پادالکترون صرف نظر کنیم این نماد را برای همه اونیوم‌ها می‌توان در نظر گرفت.

اونیوم یا اونیا، به حالت مقید یک ذره-پادذره می‌گویند. اکثراً این نام پسوند نام ذره می‌شود و نام اتم را می‌سازد (به جز مئونیوم، یک حالت مقید مئون، پادمئون، یک اونیوم است ولی مئونیوم چنین ذره‌ای نیست. یک مئون-پادمئون، مئونونیوم نام دارد) برای مثال این ذرات می‌توان پوزیترونیوم را نام برد. از دیگر اونیوم‌ها می‌توان به پیونیوم هم اشاره کرد